# James Smith McDonnell
James Smith McDonnell (Denver, 9 de abril de 1899-San Luis, 22 de agosto de 1980) fue un hombre de negocios y diseñador de aeronaves estadounidense, conocido por fundar la compañía de fabricación de aeronaves que llevaba su apellido, McDonnell Aircraft Co. (posteriormente McDonnell-Douglas, hoy propiedad de Boeing).

## Biografía
Terminó con éxitos sus estudios en la Princeton University posteriormente adquirió el máster en Ingeniería Aeronáutica en el MIT o Massachusetts Institute of Technology, Mientras asistía a MIT se unió a la Delta Upsilon Fraternidad. Después de graduarse en el MIT, trabajó para la Stout Metal Avión División de la Ford Motor Company. Tom Towle contrataba graduados del MIT, como: Otto C. Koppen, John Lee y el propio James Smith McDonnell.

## Empresario y diseñador de aeronaves
Inicialmente trabajó en la Huff Daland o Keystone Aircraft Corporation la que dejó y abrió su primera empresa que denominó JS McDonnell & Associates allí diseñaría el Doodlebug de 1927 que la NACA uso como vehículo de investigación. Compitió para poder vender este diseño y el que fracaso rotundamente ganándole la competencia (la Tangara Curtiss) o de cualquier orden comercial debido a la Gran Depresión de los Estados Unidos, Macdonell disolvió su firma y fue contratado como ingeniero para la Glenn L. Martin Company renunciando en 1938. Al año siguiente abrió su propia Firma McDonnell Aircraft Corporation, con sede en St. Louis. Empresa de la cual fue presidente desde 1939 a 1967 y director ejecutivo, desde 1962 a 1967. Rápidamente se convirtió en el principal proveedor de aviones de combate de la Fuerza Aérea de los Estados Unidos y la Marina; incluyendo el F-4 Phantom II. Las cápsulas espaciales: Mercury y Gemini y más tarde los reactores caza/bombarderos F-15 Eagle, F/A-18 Hornet y el F/A-18E/F Super Hornet.
En enero de 1963 falló un primer intento para fusionarse con la Douglas Aircraft Company, Inc. de Long Beach, California y que después se lograría con un segundo intento en abril de 1967. La nueva compañía estaba en funciones con el nombre: McDonnell Douglas Corporation. McDonnell sirvió en esta empresa a partir de 1967 hasta 1972, como consejero delegado y la sostuvo hasta su muerte en 1980, donde dejó el puesto de presidente de la Junta. En 1997 se fusionó con Boeing de Seattle, Washington. Sucesivamente en 1967, la Douglas Aircraft Company y la división espacial de misiles se convirtió en parte de una nueva filial llamada McDonnell Douglas Astronáutica, localizado en Huntington Beach, California, la producción del Delta serie de vehículos de lanzamiento.
En 1950 fundó la James S. McDonnell Foundation con el objetivo general de mejorar la calidad de vida.
McDonnell, que creía en la existencia de fenómenos paranormales, donó 630.000 dólares a la Universidad Washington en San Luis para que creasen el McDonnell Laboratory for Psychical Research en 1979. La entidad fue dirigida por el físico Peter Phillips y tenía el objetivo de estudiar desde un punto de vista científico a todo aquello que fuese calificado como paranormal, centrando especialmente su interés sobre los individuos que decían tener poderes telequinéticos. Al enterarse de la noticia, James Randi puso en marcha el Proyecto Alfa, el cual consistió en enviar a dos jóvenes a ese laboratorio que decían tener habilidades paranormales, cuando en realidad habían sido instruidos por Randi para que ejecutaran trucos de magia. Durante dos años se investigó seriamente a los muchachos creyendo que efectivamente eran capaces de la telequinesis, hasta que Randi le comentó a Phillips que era todo falso. Phillips ordenó modificar las condiciones de observación para complicarle a los jóvenes hacer sus trucos, y confirmó así que no tenían poderes reales. En 1983 el propio Randi develó ante la prensa la historia de su Proyecto Alfa, arruinando la reputación del laboratorio. En consecuencia, el laboratorio cayó en el desprestigio y la Universidad Washington en San Luis ordenó su clausura en 1985 porque no contaban con financiación para seguir operando.